# Ajsicz
Ajsicz – polski herb szlachecki używany przez rodzinę pochodzenia tatarskiego.

## Opis herbu
W polu barwy niewiadomej rogacina rozdarta.

## Najwcześniejsze wzmianki
Z roku 1591 pochodzi wzmianka o Chazbeju Ajsiczu.

## Herbowni
Ajsicz.